# 2 février 1909
Le 2 février 1909 est le 33e jour de l'année 1909 du calendrier grégorien. Il s'agit d'un mardi.

## Événements
- La Grande flotte blanche termine sa circumnavigation entreprise le 16 décembre 1907[1].
- Victor Griffuelhes démissionne de la Confédération générale du travail, en raison de l'orientation réformiste du congrès de 1908. Pour Édouard Dolléans, « la démission de Victor Griffuelhes, le 2 février 1909, marque le brusque arrêt des temps héroïques du syndicalisme révolutionnaire »[2].
- L'homme politique et écrivain mexicain Francisco I. Madero envoie un exemplaire de son best-seller La sucesión presidencial en 1910 à Porfirio Diaz, président du Mexique depuis 1884, en espérant le convaincre d'organiser des élections libres[3].
- Antonin Galipeault est élu député de Bellechasse, au Québec, à l'issue d'une élection partielle[4].

## Naissances
- Frank Albertson, acteur américain
- Judith Barrett, actrice américaine

## Décès
- Adolf Stoecker, théologien et homme politique allemand
- Julius von Gomperz, industriel autrichien
- Antoine Just Léon Marie de Noailles, aristocrate français
- Carlo Acton, pianiste et compositeur italien